# Jeanette Epps
Jeanette Jo Epps (* 3. November 1970 in Syracuse, New York) ist eine US-amerikanische Astronautin.

## Werdegang
Epps erhielt den Grad B.S. am Le Moyne College sowie Master of Science und Ph.D. (Luft- und Raumfahrttechnik) an der University of Maryland.
Vor der Tätigkeit für die NASA war sie Technical Intelligence Officer bei der CIA und Technical Specialist bei der Ford Motor Company.

## Astronautentätigkeit
Epps wurde am 29. Juni 2009 in die 20. NASA-Astronautengruppe gewählt. Die Grundausbildung schloss sie im Juni 2011 ab.
Sie war als Bordingenieurin der ISS-Expeditionen 56 und 57 vorgesehen. Im Januar 2018 wurde sie jedoch kurzfristig ohne Angabe von Gründen aus der Mannschaft genommen. Im August 2020 wurde sie als drittes Besatzungsmitglied für die Mission Boeing Starliner-1 nominiert, dem zweiten bemannten Flug des Boeing-Raumschiffs zur ISS. Starliner-1 war damals für 2021 geplant, musste aber wegen technischer Probleme bei der Entwicklung des Raumschiffs Jahr für Jahr aufgeschoben werden. Im Juni 2022 gab die NASA bekannt, dass Epps nach wie vor für einen Langzeitflug trainiere, auch für das Raumschiff Crew Dragon. 2023 wurde sie dann als Missionsspezialistin für die Crew-Dragon-Mission SpaceX Crew-8 eingeteilt, welche am 4. März 2024 zur ISS startete und am 25. Oktober 2024 zur Erde zurückkehrte.